# Kānī Zard
Kānī Zard (persiska: کانی زرد) är en ort i Iran.   Den ligger i provinsen Västazarbaijan, i den nordvästra delen av landet, 500 km väster om huvudstaden Teheran. Kānī Zard ligger 1 337 meter över havet och antalet invånare är 758.
Terrängen runt Kānī Zard är kuperad åt nordost, men åt sydväst är den bergig. Kānī Zard ligger nere i en dal. Runt Kānī Zard är det ganska tätbefolkat, med 86 invånare per kvadratkilometer. Närmaste större samhälle är Ālvātān, 16,4 km norr om Kānī Zard. Trakten runt Kānī Zard består i huvudsak av gräsmarker.